# 小行星7415
小行星7415（7415 Susumuimoto）是一颗围绕太阳公转的小行星。1990年11月14日，關勉在藝西天文台发现了此天体。
該小行星以日本天文歷史學家井本進命名。
这颗小行星的绝对星等为245.53420等。